# Taking a Chance on Love (album de Jane Monheit)
Albums de Jane Monheit
Live at the Rainbow Room
(2003) The Season
(2005)
Taking a Chance on Love est un album de jazz de la chanteuse américaine Jane Monheit enregistré en 2004.
L'album s'est classé premier au classement Top Traditional Jazz Albums du Billboard et est resté 50 semaines dans ce classement.

## Historique

### Contexte
« Jane Monheit a séduit le monde du jazz alors qu'elle était à peine sortie de l'adolescence avec son premier album Never Never Land en 2000, et a rapidement accédé à la célébrité ». Never Never Land est resté au palmarès du classement Billboard Jazz pendant plus d'un an et a été élu meilleur premier enregistrement par les membres de la Jazz Journalists Association,. En mai 2001, son deuxième album, Come Dream with Me, entre dans le classement en première position,.
Après In the Sun en 2002 et Live at the Rainbow Room en 2003, Taking a Chance on Love est son cinquième album, et son quatrième album studio,.
Sur Taking a Chance on Love, « elle exprime son amour pour les comédies musicales des années 30 et 40 », en interprétant des standards extraits des comédies musicales de la Metro Goldwyn Mayer.

### Enregistrement et production
L'album Taking a Chance on Love est enregistré les 13, 18, 19 et 21 mars et le 10 mai 2004 aux Capitol Studios à Los Angeles et à l'Avatar Studio A à New York aux États-Unis,.
L'album est produit par Al Schmitt, un ingénieur du son et producteur qui a remporté 23 Grammy Awards, et par Peter Asher, un guitariste, chanteur, manager et producteur de disques britannique,,,.
La prise de son est assurée par Al Schmitt, assisté de Brian Montgomery au studio Avatar et de Steve Genewick aux Capitol Studios.

### Publication et rééditions
L'album sort en 2004 en Compact Disc sur le label Sony Classical sous la référence SK 92495 aux États-Unis et sous diverses références au Canada, en Europe, en Russie, au Japon, au Brésil et en Indonésie,.
Le design de la pochette est l'œuvre de Roxane Slimak, tandis que la photographie est de James White,.
L'album n'a jamais été réédité après 2004.

## Succès et distinctions
L'album s'est classé premier au classement Top Traditional Jazz Albums du Billboard et est resté 50 semaines dans ce classement.
Le morceau Dancing in the Dark a été nommé pour le Grammy Award du meilleur arrangement instrumental accompagnant des voix.

## Accueil critique
Le site AllMusic attribue 4 étoiles à l'album Taking a Chance on Love. La critique musicale d' AllMusic souligne que « Le quatrième disque de Monheit, Taking a Chance on Love, exprime son amour pour les comédies musicales des années 30 et 40. Tant par le choix des chansons que par la ferveur qu'elle met dans ces titres, il est pratiquement impossible de contester la sincérité de son affection. Monheit commence par trouver un angle vraiment original et décalé pour le classique de Fats Waller Honeysuckle Rose, qui est souvent interprété, et continue à le faire tout au long des 11 morceaux suivants. Elle fait équipe avec Michael Bublé sur une version chargée de la toujours vivante I Won't Dance et trouve chaque once de sensualité dans Why Can't You Behave? et Dancing in the Dark. Comme la plupart des stylistes de jazz acclamés de son époque, Monheit possède une incroyable finesse vocale, mais c'est son lien presque spirituel avec les airs d'une époque révolue qui la distingue clairement ».
Le quotidien USA Today attribue 3 étoiles à l'album : la critique Elysa Gardner estime que Jane Monheit « applique son timbre luxuriant et crémeux avec une légèreté gagnante à des standards tels que Honeysuckle Rose et I Won't Dance, un duo avec le nouveau crooner Michael Bublé. Son sens du rythme est moins remarquable sur les ballades, parfois entachées de fioritures. Néanmoins, le talent artistique de Monheit, associé à la production impeccable de Peter Asher et Al Schmitt, font de cet album une valeur sûre ».
Pour Frank Becker, du site allemand Online Musik Magazin, « Avec son quatrième CD Taking a Chance on Love, elle présente un album qui convainc de l'ouverture à la chanson bonus et lui assure une place au premier rang des grandes chanteuses de jazz américaines ». Après avoir évoqué Ella Fitzgerald, Anita O'Day et Julie London, Becker précise « N'allez pas croire que Jane Monheit chante « comme » l'un de ces grands noms - ces noms ne sont mentionnés ici que pour montrer la norme à laquelle la performance, le charisme et l'expression de Jane Monheit doivent être mesurés ». « Ces 13 titres, tous des standards, qui figurent déjà dans le répertoire d'écoute des amateurs de jazz, deviennent enfin des incontournables grâce à cet album. Les accompagnateurs de Jane Monheit sur les instruments solistes et les musiciens à la sensibilité presque indécente, notamment les cordes des orchestres dirigés par Vince Mendoza, Alan Broadbent, Ed Shearmur et Jorge Calandrelli, n'y sont certainement pas pour rien ».
L'équipe de rédaction du magazine hebdomadaire américain Billboard émet un avis nuancé : « La voix de Jane Monheit, parfaite et pleine de nuances, présente un phrasé agréable, un sens du théâtre, une pincée de culot et un savoir-faire pour chanter la terre et le ciel en même temps. En apparence, elle est impeccable ; cependant, à 26 ans, elle doit encore dépasser le stade de la beauté et du charme pour toucher l'âme profonde. Pour ses débuts très remarqués chez Sony Classical - et pour son quatrième CD - Monheit interprète 12 airs du répertoire des comédies musicales de la MGM, dont trois compositions de Cole Porter, deux chansons de Jerome Kern et Oscar Hammerstein et une nouvelle interprétation de Somewhere Over the Rainbow. Comme dans les bons films hollywoodiens d'antan, Monheit chante la fantaisie - attrayante, facile à entendre, intelligemment produite. Mais à l'exception de quelques morceaux - une interprétation sincère d'Embraceable You de George et Ira Gershwin et une version orchestrale mystérieuse de Dancing in the Dark - ces chansons ne donnent pas l'impression d'être pleinement vécues. Elles sont jolies mais rarement séduisantes ».

## Liste des morceaux
| 1.    | Honeysuckle Rose          | Thomas 'Fats' Waller / Andy Razaf                                              | 3:38 |
| 2.    | In the Still of the Night | Cole Porter                                                                    | 5:06 |
| 3.    | Taking a Chance on Love   | Vernon Duke / John Latouche, Ted Fetter                                        | 3:19 |
| 4.    | Bill                      | Jerome Kern / Oscar Hammerstein II, P.G. Wodehouse                             | 5:16 |
| 5.    | I Won't Dance             | Jerome Kern / Dorothy Fields, Oscar Hammerstein II, Otto Harbach, Jimmy McHugh | 3:35 |
| 6.    | Too Late Now              | Alan Jay Lerner / Burton Lane                                                  | 5:21 |
| 7.    | Why Can't You Behave?     | Cole Porter                                                                    | 4:07 |
| 8.    | Do I Love You?            | Cole Porter                                                                    | 4:52 |
| 9.    | Love Me Or Leave Me       | Walter Donaldson / Gus Kahn                                                    | 3:34 |
| 10.   | Embraceable You           | George Gershwin / Ira Gershwin                                                 | 3:47 |
| 11.   | Dancing in the Dark       | Howard Dietz / Arthur Schwartz                                                 | 5:03 |
| 12.   | Over the Rainbow          | Harold Arlen / E.Y. Harburg                                                    | 3:54 |
| 51:42 |                           |                                                                                |      |

## Musiciens
- Jane Monheit : chant
- Michael Bublé : chant (duo avec Jane Monheit sur I Won't Dance)
- Geoffrey Keezer : piano
- Christian McBride : contrebasse
- Michael Kanan : piano
- Orlando Le Fleming : contrebasse
- Rick Montalbano : batterie
- Donald Harrison : saxophone alto
- Rob Mounsey : piano
- Ron Carter : contrebasse
- Lewis Nash : batterie
- Joel Frahm : saxophone soprano, saxophone ténor
- Miles Okazaki : guitare
- Geoffrey Keezer : piano
- Romero Lubambo : guitare
- Joe Soldo : direction de l'orchestre

## Classement hebdomadaire
Charts album
| Pays                                               | Durée du classement | Meilleur classement |
| -------------------------------------------------- | ------------------- | ------------------- |
| États-Unis (Billboard Top Traditional Jazz Albums) | 50 semaines         | 1er                 |
| États-Unis (Billboard Top Jazz Albums)             | 43 semaines         | 2e                  |